# Copándaro del Cuatro
Copándaro del Cuatro es una localidad del estado mexicano de Michoacán. Es parte del municipio de Jiménez.

## Toponimia
El nombre «Copándaro» proviene de los términos en purépecha: cupanda, aguacate; ro, locativo. Su significado es «Lugar de aguacates».

## Demografía
| Gráfica de evolución demográfica |
|                                  |

| Censo | Población |
| ----- | --------- |
| 1921  | 654       |
| 1930  | 985       |
| 1940  | 1153      |
| 1950  | 1521      |
| 1960  | 2063      |
| 1970  | 2750      |
| 1980  | 3551      |
| 1990  | 2126      |
| 2000  | 1741      |
| 2010  | 1479      |
| 2020  | 1367      |